# Московский регион
Моско́вский регио́н — общее неофициальное наименование Московской области вместе с Москвой, которые с 1993 года, официально являясь различными субъектами Российской Федерации, имеют во многом общую экономику и транспортную инфраструктуру. С понятием Московского региона соотносятся такие понятия как Московская агломерация, Московский авиационный узел, Московский железнодорожный узел, Московские центральные диаметры, Мосводоканал, Мосэнергосбыт и др.

## Основные сведения
На 2023 год совокупное население Московского региона составляет, по официальным данным, около 21,7 млн человек (более 1/7 населения РФ и более половины населения Центрального федерального округа), территория — 46,9 тыс. км². Суммарный валовой региональный продукт по данным на 2021 год составил 31,3 триллиона рублей ($420 млрд в номинальном выражении и $1053 млрд в ППС).
Со времени выделения Москвы в отдельный субъект федерации неоднократно высказывались предложения об объединении Москвы и Московской области в единый столичный регион.
1 июля 2012 года было осуществлено официальное расширение административных границ Москвы за счёт территорий Московской области, которые с этого момента стали именоваться Новой Москвой. В результате этого расширения площадь города увеличилась примерно в 2,4 раза, так что Москва поднялась с 11-го на 6-е место в рейтинге крупнейших городов мира по площади и стала крупнейшим городом по площади на территории Европы (за исключением Стамбула, но он в Европе расположен лишь частично). Однако совокупная площадь и население Московского региона при этом не изменились.

## Комментарии
1. ↑  Изначально, 11 июня 2011 года, говорилось о присоединении 144 тыс. га и увеличении площади Москвы со 107 тыс. га до 251 тыс. га, то есть в 2,35 раза; 18 августа 2011 года присоединяемая территория увеличилась до 160 тыс. га, то есть территорию Москвы планировалось увеличить в 2,5 раза; в окончательном варианте площадь присоединяемой территории равна 148 тыс. га, то есть территория Москвы увеличилась в 2,39 раза